# Doing It for the Money
«Doing It for the Money» -en español: Haciéndolo por el dinero- es una canción de la banda indie pop Foster the People. Inicialmente fue lanzada el 27 de abril de 2017 en su canal de Youtube como parte de su EP (III), aunque se incluye en su tercer álbum de estudio llamado Sacred Hearts Club, siendo el primer sencillo de este trabajo bajo la firma de Columbia Records.

## Video musical
El video oficial de "Doing It for the Money" fue lanzado el 11 de agosto de 2017 y fue dirigido por Daniel Henry y producido por Molly Ortiz. El video utiliza la tecnología de DeepDream de Google que "manipula la realidad y crea una sobrecarga sensorial". Sobre el video, Henry indicó que "buscando más sobre el mundo de DeepDream, me encantó la idea de permitir al subconsciente colectivo de internet tomar parte en la formación del video musical. En cualquier momento puedes detener un cuadro y empezar a ver una narrativa que se desdobla en grados infinitos. Puedes visualizar un perro, un dinosaurio, o un presidente muerto en estas alucinaciones, o pueden ser proyecciones de nuestra propia confusión interna."

## Producción
- Mark Foster – voz, piano, sintetizador de bajo, campanas tubulares
- Isom Innis – batería, percusión, sintetizadores

- Manny Marroquin – mezcla
- Ryan Tedder – voz secundaria

## Listas
| Chart (2017)                     | Position |
| -------------------------------- | -------- |
| US Alternative Songs (Billboard) | 48       |